# Gunnar Nixon
Gunnar Nixon (ur. 13 stycznia 1993 w Weatherford) – amerykański lekkoatleta specjalizujący się w wielobojach.
Medalista mistrzostw USA.

## Osiągnięcia
| Rok  | Impreza                              | Miejsce   | Konkurencja               | Lokata      | Wynik     |
| ---- | ------------------------------------ | --------- | ------------------------- | ----------- | --------- |
| 2010 | Igrzyska olimpijskie młodzieży       | Singapur  | skok wzwyż                | 6. miejsce  | 2,11      |
| 2011 | Mistrzostwa panamerykańskie juniorów | Miramar   | dziesięciobój (juniorski) | 2. miejsce  | 7669 pkt. |
| 2012 | Mistrzostwa świata juniorów          | Barcelona | dziesięciobój (juniorski) | 1. miejsce  | 8018 pkt. |
| 2013 | Mistrzostwa świata                   | Moskwa    | dziesięciobój             | 13. miejsce | 8312 pkt. |

## Rekordy życiowe
- Siedmiobój (hala) – 6232 pkt. (2013)
- Dziesięciobój – 8312 pkt. (2013)

W 2012 Nixon ustanowił wynikiem 6022 pkt. rekord świata juniorów w siedmioboju